# Ateizem
Ateízem (grško: α-θεος = a-theos = brez-bog) označuje brezboštvo, filozofsko prepričanje, da bog ne obstaja ali da njegovega obstoja ni mogoče dokazati in je zato vera vanj nesmiselna, ali svetovni nazor oziroma drža, ki ne verjame v obstoj višjih bitij.
Z ateizmom so se ukvarjali mnogi filozofi. Občasno ateizem obstaja tudi znotraj verstev, sploh tistih, pri katerih vera v višjo silo ni ključna (budizem) oziroma je posameznik pripadnik vere zgolj iz kulturnih razlogov, ne zaradi verovanja.

## Definicije
Tihi ateizem se grobo povezuje s pojmom šibki, izrecni pa s krepki.
Tihi ateizem je lasten ljudem, ki nimajo prepričanj o obstoju višjega bitja, ker temu vprašanju niso bili izpostavljeni (majhni otroci) in nekaterim agnostikom, ki zanikajo zmožnost presojanja o vprašanju. O obstoju božanstev se ne izrekajo, zato tihi.
Desna polovica v diagramu predstavlja izrecne ateiste. Širši oval predstavlja množico ljudi, ki ne priznavajo obstoja božanstev, ali se temu vprašanju izogibajo. Manjše območje označeno kot trdi izrecni ateizem obsega ljudi, ki izrecno smatrajo trditev, da obstaja vsaj eno božanstvo, kot napačno.
Vprašanje obstoja boga ali bogov se nanaša na različne smeri dvoma. Teizem in ateizem se razlikujeta na osi verovanja; gnosticizem in agnosticizem pa na osi spoznanja (ali nezmožnosti poznanja). Ignosticizem se nanaša na notranjo skladnost koncepta boga; torej, ali je opis boga v spisih in učenju posameznega verstva (ali skupine verstev, kot so abrahamske vere: judaizem, krščanstvo in islam) notranje skladen. Apateizem odraža nevero v praktični pomen obstoja boga.

## Prisotnost
Ateisti predstavljajo 11,5 odstotkov zemeljske populacije, vendar so v več območjih zelo negativno sprejeti. V ZDA so ateisti ena najbolj nepriljubljenih manjšin, več zveznih držav ateistom prepoveduje izvolitev na visoke državne položaje. V nekaterih islamskih državah je ateizem (skupaj z vsakršnim zavračanjem islama) kaznovan s smrtjo.

### Združenja
Ateizem je krovni pojem za zelo različne svetovno-nazorske opredelitve. Obstoji množica društev in mednarodnih združenj, ki jih lahko označimo kot ateistične, delujejo pa na različne načine in z različnimi poudarki. Pogosti so naslednji poudarki:
- širjenje ateističnega svetovnega nazora,
- zaščita svobode mišljenja in izražanja, zaščita pred preganjanjem ateistov,
- ločitev cerkva (religije) od posvetne oblasti.

Nekatera ateistične skupine so agresivno usmerjene proti posameznim verovanjem ali religijskim organizacijam.
V Sloveniji od 27. oktobra 2008 deluje Združenje ateistov Slovenije Arhivirano 2013-08-18 na Wayback Machine. (ZAS). Opredeljuje se kot »neformalno združenje ljudi z lastno programsko izjavo in pravilnikom«. Predhodnik ZAS je bilo »Posvetno združenje SVIT«  . Glej tudi spletni forum.
Programska izjava Združenja ateistov Slovenije:
"Združenje ateistov Slovenije" (ZAS) si na območju Slovenije in v mednarodnem merilu prizadeva za uveljavitev ateističnega oz. materialističnega pojmovanja človeka, družbe in narave. Obenem se zavzema za vrednote, ki so izražene v Splošni deklaraciji človekovih pravic (OZN, 1948) in Konvenciji o varstvu človekovih pravic in temeljnih svoboščin (Svet Evrope, 1998).
ZAS ni vključeno v mednarodne ateistične organizacije. Na spletu so dosegljive publikacije in posneta predavanja ZAS, med drugim tudi Ateistični zbornik 2011-2013 Arhivirano 2016-03-04 na Wayback Machine..

## Zgodovina

### Odnos v antični Grčiji
V evropskem miselnem prostoru se je ateizem pojavil razmeroma zgodaj, predvsem po zaslugi grškega svobodnega odnosa do veroizpovedi. Tako je že Heraklit Mračni lahko dejal, da tega sveta ni ustvaril nihče od bogov in nihče od ljudi, temveč je bil, je in bo večni ogenj, ki po določenih zakonih plamti in ugaša. Ksenofan se je norčeval iz antropomorfizma, prepričanja, da so bogovi podobni ljudem: »Če bi imeli levi in konji roke, s katerimi bi lahko oblikovali podobe, bi dali bogovom svoje obličje.« Demokrit je menil, da so naravni pojavi, ki jih človek ne more pojasniti in potemtakem spodbujajo strah, vzrok za predstave o božanstvih. Čeprav so Sokratu sodili tudi za ateizem, iz ohranjenih del tako njegovo stališče ni nedvomno razvidno . Sokratov učenec Kritija je menil, da so si bogove izmislili zakonodajalci, da bi z njihovo avtoriteto vcepili moralni čut in preprečevali prekrite zločine.

### Srednji in novi vek
V srednjeveški Evropi ateizem zaradi močnega vpliva Cerkve tako rekoč ni obstajal. V islamskih kalifatih je bilo zaradi večje svobodomiselnosti več umetnikov in učenjakov, ki niso verjeli v Boga. Imenovali so jih predvsem brezbožci ali dvomljivci.
Znova je bil prisoten šele v dobi humanizma, torej v času Giordana Bruna in Lucialia Vaninija. Vendarle je bil ateizem tudi v tistem času večkrat prekrit in vsebovan v panteističnih tezah. Panteizem je Arthur Schopenhauer poimenoval kot »vljudni ateizem« in pomeni, da sta Bog in svet eno.
V času razsvetljenstva v 18. stoletju so francoski misleci, kot so d'Holbach, Claude Adrien Helvétius in Denis Diderot, odkrito in jasno oblikovali ateistično stališče. S kritiko so nato nadaljevali njihovi nasledniki v 19. stoletju, ko je bila zaradi razvoja naravoslovne znanosti in kritiko Biblije načeta cerkvena avtoriteta in njene dogme.
Feuerbach je zatrdil, da je človek ustvaril boga in ne obratno. Nietzche je dejal, da je ateizem stvar poštenja. Marksisti so predstavo sveta zastavili popolnoma ateistično, saj so menili, da so predstave o bogovih nastale v primitivnih družbah kot odziv na naravne pojave, prav tako pa tudi kot posledica razredne delitve družbe, saj je bil bog oziroma bogovi sredstvo za ideološko zatiranje širokih množic in sredstvo v boju meščanskega razreda za ohranjanje oblasti.

## Diskriminacija in preganjanje ateistov
V družbah z večinsko vernim prebivalstvom je ponekod prisotna nestrpnost do oseb, ki javno izražajo ateizem. Leta 2012 je Mednarodna zveza za humanizem in etiko (IHEU) izdala poročilo o diskriminaciji proti humanistom, ateistom in neverujočim, v katerem navaja primere uzakonjenih diskriminatornih praks. Med drugim gre za:
- zakone, večkrat s strogimi kazenskimi sankcijami, proti bogokletstvu - v praksi je možno široko tolmačenje »bogokletnih« izjav in s tem zloraba zakonov,
- preširoko tolmačenje zakonov, ki prepovedujejo netenje verskega sovraštva,
- izrecne prepovedi opravljanja uradnih dolžnosti za neverujoče (več zveznih držav v ZDA prepovedujejo zaposlovanje ateistov v državnih službah, kljub izrecni prepovedi zvezne ustave).

Med 60 državami, v katerih je bila opravljena raziskava IHEU, je javno nepriznavanje Boga in odmik od najbolj sprejete vere v državi po veljavnih zakonih lahko kaznovano s smrtno kaznijo v sedmih državah - Afganistanu, Iranu, Mavretaniji, Pakistanu, Savdski Arabiji, Sudanu 
in na Maldivih. Avtorjem ni znan kak svež primer izvršitve smrtne kazni, je pa veliko primerov obdolžitev po verskih zakonih, vključno z aretacijami in dolgotrajnim zadržanjem v preiskovalnem zaporu (Primer Younusa Shaika, predsednika pakistanskega Združenja za humanizem in etiko).
V Združenem kraljestvu (na Škotskem) je bila zadnjič izvršena smrtna kazen za bogokletstvo leta 1697 nad 20-letnim študentom medicine Thomasom Aikinheadom, ker je javno govoril proti resničnosti Stare zaveze in izražal dvom v Kristusove čudeže.
Sporna je tudi razmejitev med kritiko verstev in religioznih praks in pravico do izražanja. Mednarodna zveza za humanizem in etiko priporoča, da naj se članice Združenih narodov vzdržijo vsake omembe »blatenja religije« v uradnih dokumentih, zaradi možnega konflikta s pravico do svobode govora.